# 大刺兔鮡
大刺兔鮡，為輻鰭魚綱鯰形目骨鮡科的其中一種，為熱帶淡水魚類，分布於亞洲緬甸淡水流域，棲息在底層水域，生活習性不明。